# 스큐어모피즘

조절 손잡이를 묘사한 사용자 인터페이스 속 스큐어모피즘.

스큐어모피즘(영어: skeuomorphism) 또는 스큐어모프(영어: skeuomorph)란 대상을 원래 그대로의 모습으로 사실적으로 표현하는 디자인 기법으로 3차원적이고 사실주의적이다.

## 산업 디자인에서의 스큐어모피즘
근대 이후, 저가 플라스틱 제품들이 값비싼 목재 및 금속 공예품을 흉내내었는데 장식적이긴 했어도, 기능적이지는 않았다. 이례로 청바지의 놋쇠 리벳캡은 철 리벳캡을 흉내내었으나 실제 기능을 수행하지는 못했다.

## 시각 디자인에서의 스큐어모피즘
상당수의 소프트웨어가 스큐어모픽 디자인을 사용한다. 1998년 IBM의 RealThings이 한 예이다.
애플의 스티브 잡스는 스큐어모피즘을 선호하여 아이폰의 아이콘을 사실주의적으로 묘사하였다. 그러나 스큐어모피즘은 불필요한 디자인 요소가 많고 복잡하여 대상의 핵심을 빨리 인식하기 어렵다는 비판을 받았다. 2011년 스티브 잡스의 사망 이후에도 스큐모피즘을 계속 사용해야 할 것인가에 대한 토론은 스콧 포스톨의 해고로 이어졌다. 이후 애플은 아이폰의 아이콘 등을 미니멀리즘에 기반한 플랫 디자인으로 변경했다.

## 같이 보기
- 플랫 디자인